# Patagioenas squamosa
La paloma isleña (Patagioenas squamosa), también conocida como  torcaza cuellimorada, o paloma turca es una especie de ave columbiforme de la familia Columbidae encontrada en el Caribe.

## Descripción

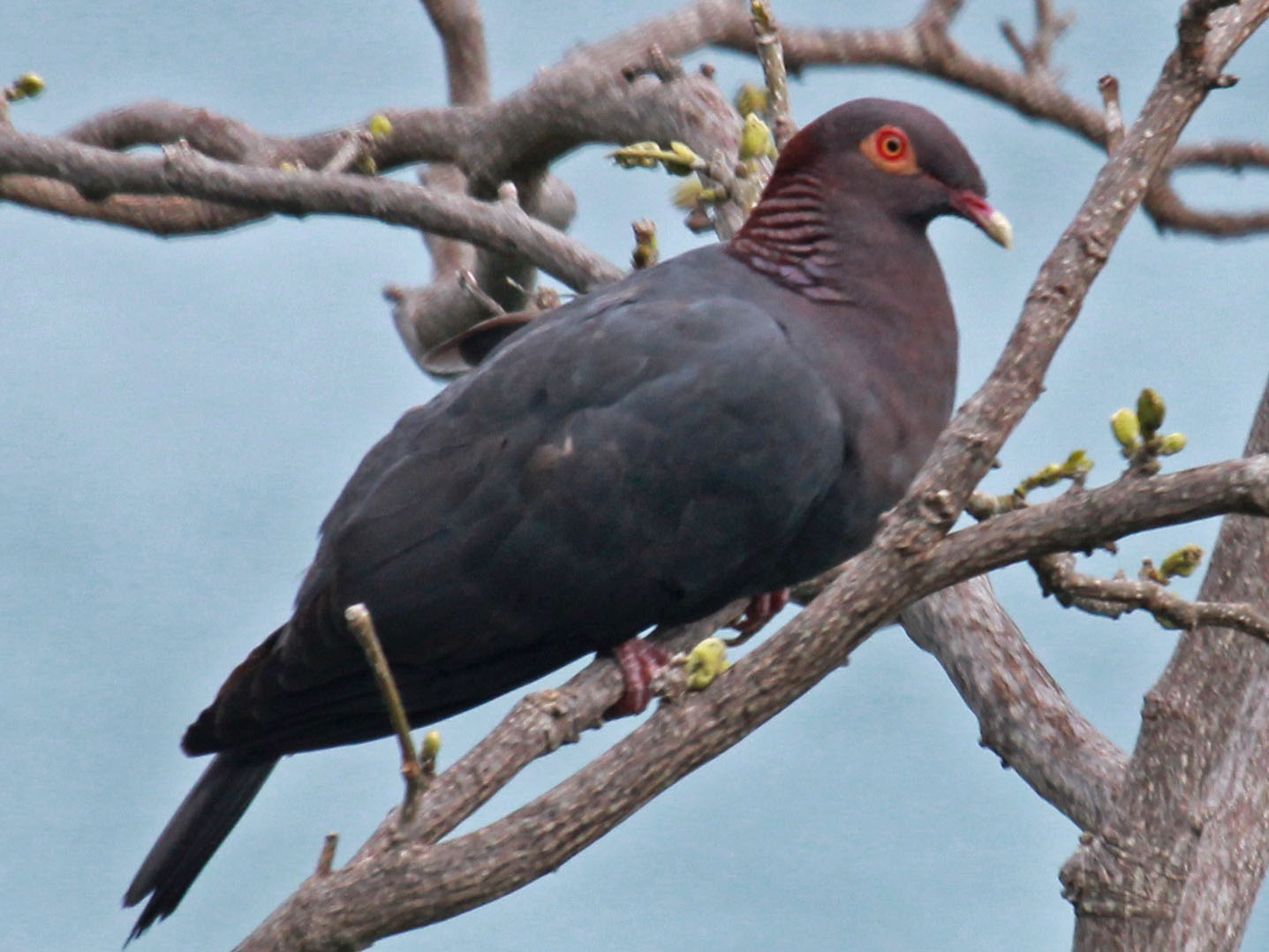
En Puerto Rico.

Es una paloma de tamaño grande alcanzando una longitud de hasta 41 centímetros. El plumaje es gris pizarra con color marrón alrededor del cuello. Tiene un parche de piel desnuda que rodea los ojos; este parche tiende a ser de color rojizo en los machos y más amarillo en las hembras. Las patas y la base del pico son de color rojo, mientras que el resto del pico es de color claro.

## Distribución y hábitat

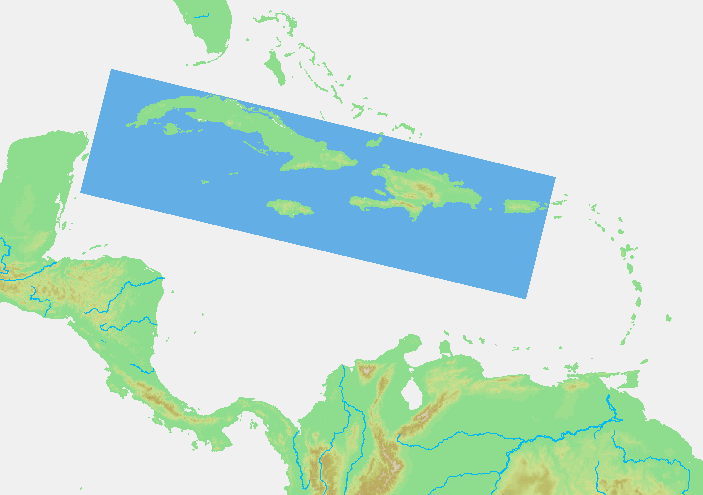
Caribe - Antillas Mayores.

Su área de distribución incluye tanto las Antillas Mayores, con la excepción de Jamaica, como las Antillas Menores. Es una especie localmente común, encontrada principalmente en bosques primarios. Sin embargo, es cazada en algunas partes de su área y está en peligro de extinción a nivel regional. Incluso los cambios de hábitat y la conversión de los bosques en tierras agrícolas afectan su existencia. Por ejemplo, en Aruba no se ha observado desde 1973.
Por lo general, se encuentran solas o en pequeños grupos. Se alimentan en los árboles en tierra y a menudo se mezclan con palomas bravías, zenaidas torcazas y zenaidas caribeñas. Como la mayoría de las palomas son cautelosas y huirán si tienen sensación de peligro.
Se alimenta principalmente de frutas y semillas.